# 17 Delphini
17 Delphini är en misstänkt variabel stjärna i stjärnbilden Delfinen. 
17 Del varierar mellan visuell magnitud +5,16 och 5,27 utan någon fastställd periodicitet.